# آفینگ
آفینگ (به آلمانی: Affing) یک شهر در آلمان است که در ایچاچ-فردبرگ واقع شده‌است.

## خواهرخوانده
شهر لوبس خواهرخواندهٔ آفینگ هست.